# Det Jordbrugsvidenskabelige Fakultet
Det Jordbrugsvidenskabelige Fakultet (forkortet DJF) var et fakultet under Aarhus Universitet, indtil 1. januar 2011, hvor det blev lagt sammen med Danmarks Miljøundersøgelser til Nationalt Center for Fødevarer og Jordbrug under dannelsen af fakultetet Science and Technology ved Aarhus Universitet, som led i en intern omorganisering af universitetet.
Fakultetet var spredt ud over landet med centre i Foulum ved Viborg, Flakkebjerg ved Slagelse, Bygholm, Årslev og Sorgenfri. Desuden rådedede man over fire forsøgsstationer.

## Før 2007
Inden 1. januar 2007 var fakultetet en sektorforskningsinstitution ved navn Danmarks JordbrugsForskning (DJF) under Ministeriet for Fødevarer, Landbrug og Fiskeri. DJF blev dannet i 1997 ved en fusion af Statens Husdyrbrugsforsøg (SH) og Statens Planteavlsforsøg (SP). Ved årsskiftet til 2007 blev DJF en del af Aarhus Universitet.

## 2007-2010
Indtil 1. januar 2011 bestod fakultetet af syv institutter, som blev overført til Nationalt Center for Fødevarer og Jordbrug under det nye hovedområde, Faculty of Science and Technology:[kilde mangler]
- Institut for Jordbrugsteknik
- Institut for Genetik og Bioteknologi
- Institut for Fødevarekvalitet
- Institut for Husdyrbiologi- og sundhed
- Institut for Plantebeskyttelse og Skadedyr
- Institut for Havebrugsproduktion
- Institut for Jordbrugsproduktion og Miljø

## Uddannelser(pr.  maj 2008).[1]
| Bachelor - Jordbrug, fødevarer og miljø | Kandidat - Molekylær ernæring og fødevareteknologi - Biosystemteknologi - Agrobiologi - cand.scient. i jordbrug, natur og miljø |